# Lista de episódios de Zeke & Luther
A seguir, uma lista de episódios de Zeke & Luther, um série de televisão infantil norte-americana da Disney XD.

## Episódios

### Resumo da série
| Temporada | Temporada | Episódios | Data Original           | Data Original          |
| Temporada | Temporada | Episódios | Início da Temporada     | Término da Temporada   |
| --------- | --------- | --------- | ----------------------- | ---------------------- |
|           | 1         | 21        | 15 de junho de 2009     | 1 de fevereiro de 2010 |
|           | 2         | 26        | 15 de março de 2010     | 6 de dezembro de 2010  |
|           | 3         | 26        | 28 de fevereiro de 2011 | 2 de abril de 2012     |

## 1ª Temporada (2009/10)
- Essa temporada contém 21 episódios.

| Episódio na série | Episódio na temporada | Título                                                              | Dirigido por         | Escrito por                   | Estréia Original                              | Código de produção | Audiência nos E.U.A (em milhões) |
| --- | --------------------- | ------------------------------------------------------------------- | -------------------- | ----------------------------- | --------------------------------------------- | ------------------ | -------------------------------- |
| 1 | 1                     | "Skatistas Profissionais" "Bros Go Pro"                             | Joe Menendez         | Jason Jordan                  | 15 de junho de 2009 24 de julho de 2009       | 108                | 0.8                              |
| Após serem vistos realizando manobras em um estacionamento, o dono de uma loja de colchões, Dave, os oferece uma proposta: os pagaria para saltar quatro colchões king-size. No dia do evento, Zeke e Luther passam a tarde em um quarto de hotel pela primeira vez na vida, e, cercados de tantas regalias como videogames, salgadinhos, refrigerantes e até uma banheira, se distraem e quase perdem o horário do salto. Após realizar o tal salto, que por sinal deu errado, recebem o tão esperado pagamento, porém usam-no todo para pagar os danos que causaram ao quarto de hotel. Atores convidados: John Kapelos como Dave do Desconto, Steve Purnick como Syd e Jake Short como Kenny Coffey |                       |                                                                     |                      |                               |                                               |                    |                                  |
| 2 | 2                     | "Entregadores de Donut" "Donut Jockeys"                             | Gregory Hobson       | Boyd Hale                     | 22 de junho de 2009 10 de julho de 2009       | 105                | 0.9                              |
| Zeke e Luther precisam de dinheiro para comprar novos eixos para seus skates, pois os antigos estavam gastos demais. Então, ao perceber que Don tinha muita dificuldade para enviar seus donuts pelo correio, se oferecem para entregarem donuts pela cidade. E como nem tudo dá certo, Zeke recebe um pedido de entrega para a casa de Lisa Grubner (Abigail Mavity), que, por ventura, é loucamente apaixonada por Zeke, e passa a pedir donuts toda hora para vê-lo. Luther tem seus donuts roubados por pequenos garotinhos que se aproveitam de sua bondade, mas Luther dá o troco no final, e recupera seu dinheiro.                                                                             |                       |                                                                     |                      |                               |                                               |                    |                                  |
| 3 | 3                     | "Bater e Aprender" "Crash and Learn"                                | Savage Steve Holland | Tom Burkhard                  | 29 de junho de 2009 17 de julho de 2009       | 110                | 0.8                              |
| Zeke e Luther acidentalmente destroem o jardim de seu vizinho rabugento e mal-humorado, Jumpsuit. Após uma investigação realizada pela polícia, o resultado obtido é de que o culpado foi Kojo. Zeke e Luther não confessaram, achando que Kojo merecia o castigo, devido a tudo que causou para Zeke e Luther nos ultimos anos. |                       |                                                                     |                      |                               |                                               |                    |                                  |
| 4 | 4                     | "Piloto" "Pilot"                                                    | Fred Savage          | Tom Burkhard & Matt Dearborn  | 6 de julho de 2009 3 de julho de 2009         | 101                | N/A                              |
| Zeke e Luther tentam arranjar um patrocínio. Zeke combina que os dois atravessem o "Túnel do Terror" para impressionar sua vizinha Olívia, mas Luther o abandona quando os dois entram em luta. Quando Zeke não retorna do túnel, Luther vai procurá-lo, e os dois aprendem que o túnel não era tão perigoso como se pensava. |                       |                                                                     |                      |                               |                                               |                    |                                  |
| 5 | 5                     | "Capa do Medroso" "Cape Fear"                                       | Gregory Hobson       | Matt Dearborn                 | 13 de julho de 2009 31 de julho de 2009       | 104                | N/A                              |
| Zeke quer ter a sua própria característica como skatista. Olivia dispõe-se a fazer-lhe algo, e dá-lhe uma capa. Zeke sente-se obrigado a usá-la, não querendo ferir os sentimentos de Olivia. Nesse ínterim, Ozzie (Nate Hartley) imita o estilo de capacete de Luther. Zeke então é forçado a contar a Olivia a verdade após um incidente envolvendo um caminhão de sorvete e Luther faz um capacete especial para Ozzie. |                       |                                                                     |                      |                               |                                               |                    |                                  |
| 6 | 6                     | "O Acampamento de Skate" "Skate Camp"                               | Roger Nygard         | Devin Bunje & Nick Stanton    | 20 de julho de 2009 7 de agosto de 2009       | 112                | N/A                              |
| Zeke e Luther fazem um acampamento para ensinarem crianças a andarem de Skate, e Ozzie (Nate Hartley) se inscreve. Ao se machucar, Ozzie desiste do esporte, e Zeke começa a se culpar. |                       |                                                                     |                      |                               |                                               |                    |                                  |
| 7 | 7                     | "Sortudo faz Coisas de Roedores à Noite" "Luck Be a Rodent Tonight" | Sean McNamara        | Tom Burkhard & Matt Dearborn  | 27 de julho de 2009 14 de agosto de 2009      | 102                | 0.6                              |
| Zeke e Luther tentam fazer um vídeo de skate depois que Kojo faz sua mãe filmá-lo. Eles convencem Garrett "Fedegoso" Delfino a fazê-lo e aparecem com um vídeo excelente, mas o "rato da sorte" de Luther (chamado "Sortudo") come a fita na noite em que Zeke e Luther planejam apresentá-lo a um grande público. As pessoas então vão embora, deixando os dois humilhados. Zeke se zanga com Luther e o faz parar com as superstições. No entanto, Sortudo vai parar na casa do vizinho ranzinza, Jumpsuit Johnson (de "Bater e Aprender"). Os dois então infiltram-se em sua garagem em uniformes de ninja e pegam o rato de volta.                                                                 |                       |                                                                     |                      |                               |                                               |                    |                                  |
| 8 | 8                     | "A Grande Máquina de Empilhamentos" "The Big Red Stacking Machine"  | Joe Menendez         | Matt Dearborn                 | 3 de agosto de 2009 21 de agosto de 2009      | 109                | N/A                              |
| Zeke e Luther estão se preparando para definir um novo recorde de skate. E as coisas parecem definidas até seu treinamento ser interrompido pela fascinação recém-descoberta de Luther por empilhamento de copos. Possuindo um talento natural para o esporte, Luther finge uma dor de estômago para poder sair do treinamento com Zeke e entrar num torneio de empilhamento de copos. Ao saber que Luther venceu o torneio, Zeke pretende fazer sua manobra com Fedegoso. |                       |                                                                     |                      |                               |                                               |                    |                                  |
| 9 | 9                     | "Escola de Verão" "Summer School"                                   | Sean McNamara        | Devin Bunje & Nick Stanton    | 10 de agosto de 2009 4 de setembro de 2009    | 106                | 0.4                              |
| Zeke deve ficar na escola de verão com seu professor de álgebra não muito agradável. Mais tarde, ele descobre que ele já foi um ávido skatista e desafia-o a uma competição de skate para sair de aulas para o resto do verão. |                       |                                                                     |                      |                               |                                               |                    |                                  |
| 10 | 10                    | "O Skate Assombrado" "Haunted Board"                                | Savage Steve Holland | Boyd Hale                     | 5 de outubro de 2009 30 de outubro de 2009    | 111                | N/A                              |
| Zeke e Luther acabam comprando um Skate assombrado na internet, chamado "O Olho de Gato". Após várias tentativas de jogá-lo fora para acabar com a maldição, Zeke e Luther percebem que o Skate sempre acaba voltando para eles. Atores Convidados: Adam Chambers como Wheelz |                       |                                                                     |                      |                               |                                               |                    |                                  |
| 11 | 11                    | "Pé na Estrada" "Road Trip"                                         | Sean McNamara        | Tom Burkhard                  | 19 de outubro de 2009 18 de setembro de 2009  | 103                | N/A                              |
| Zeke e Luther precisaram fazer uma viagem de Skate até a casa de Tony Hawk para conhecer o lugar onde ele morou em sua infância. Após comprarem uma cueca que foi usada por Tony, Zeke e Luther percebem que não sabem dividir, e terão de arrumar uma forma para ver quem ficará com ela. |                       |                                                                     |                      |                               |                                               |                    |                                  |
| 12 | 12                    | "Luther Lidera" "Luther Leads"                                      | Sean McNamara        | Bernie Ancheta                | 26 de outubro de 2009 2 de outubro de 2009    | 107                | 3.0                              |
| Zeke e Luther comemoram seus 10 anos andando de Skate, e após verem um vídeo de segurança na Don's Donuts, eles descobrem que Luther foi o primeiro a andar de Skate, fazendo assim, ele querer liderar a equipe. |                       |                                                                     |                      |                               |                                               |                    |                                  |
| 13 | 13                    | "Balde de Almas" "Soul Bucket"                                      | Roger Nygard         | Bernie Ancheta & Jason Jordan | 2 de novembro de 2009 9 de outubro de 2009    | 113                | N/A                              |
| No aniversário da avó de Luther, ela quer ver a banda dele tocar na festa, mas o problema é que a tal banda, não existe. |                       |                                                                     |                      |                               |                                               |                    |                                  |
| 14 | 14                    | "Não Sou o Protetor da Minha Irmã" "Not My Sister's Keeper"         | Joe Menendez         | Matt Dearborn                 | 9 de novembro de 2009 16 de outubro de 2009   | 114                | N/A                              |
| Quando um concurso é realizado no Don's Donuts, o prêmio é um skate raro. Mas quando Ginger vai aprontar, Zeke irá procurá-la ou simplesmente tentar ganhar o Skate? |                       |                                                                     |                      |                               |                                               |                    |                                  |
| 15 | 15                    | "Os Rollerbobos" "Rollerdorks"                                      | Joe Menendez         | Tom Burkhard                  | 16 de novembro de 2009 23 de outubro de 2009  | 115                | N/A                              |
| Os rollerbobos começam a ficar nas rampas dos skatistas, e isso acaba se tornando uma guerra entre os dois grupos, então, Zeke desafia o capitão dos Rollerbobos para ver quem vai ficar com as rampas. |                       |                                                                     |                      |                               |                                               |                    |                                  |
| 16 | 16                    | "Vídeos Radicais" "Crash Dummies"                                   | Gregory Hobson       | Bernie Ancheta & Jason Jordan | 23 de novembro de 2009 6 de novembro de 2009  | 116                | N/A                              |
| Zeke e Luther fazem um vídeo para um programa em que mostram vídeos radicais de skate, e o vencedor ganha vários prêmios muito legais. Mas o que Zeke e Luther não esperavam, era ter que competir com o Ganso, o cara que sempre vence o programa. Atores Convidados: Leo Howard como Hart Hamlin |                       |                                                                     |                      |                               |                                               |                    |                                  |
| 17 | 17                    | "O Garoto Aventureiro" "Adventure Boy"                              | Gregory Hobson       | Boyd Hale                     | 30 de novembro de 2009 13 de novembro de 2009 | 117                | 0.2                              |
| A fim de conquistar sua vizinha Olivia, Zeke acaba descobrindo que um garoto que faz um programa na televisão, também está competindo para ficar com ela. Zeke tenta provar então, que o garoto é uma farsa, mas ele falha e acaba se passando por ridículo. Atores Convidados: Austin Butler como Rutger Murdock |                       |                                                                     |                      |                               |                                               |                    |                                  |
| 18 | 18                    | "Eu, Skatebô" "I, Skatebot"                                         | Savage Steve Holland | Devin Bunje & Nick Stanton    | 4 de janeiro de 2010 20 de novembro de 2009   | 118                | N/A                              |
| Sr. Fitzle cria um robô para acabar com os skatistas, mas o Robô foge do controle e acaba tentando destruir a cidade inteira. Atores Convidados: Curtis Armstrong como Sr. Fitzle |                       |                                                                     |                      |                               |                                               |                    |                                  |
| 19 | 19                    | "Leis e Skates" "Law and Boarder"                                   | Matt Dearborn        | Danny Warren                  | 18 de janeiro de 2010 27 de novembro de 2009  | 119                | N/A                              |
| Depois de Zeke e Luther aruínarem os negócios da Ginger, ela se vinga por ter rigorosas leis de skate implementadas no bairro. |                       |                                                                     |                      |                               |                                               |                    |                                  |
| 20 | 20                    | "Um Problema Muito Cabeludo" "A Very Hairy Problem"                 | Savage Steve Holland | Steven Judd                   | 25 de janeiro de 2010 4 de dezembro de 2009   | 120                | 0.6                              |
| Zeke arrisca tudo para ajudar Luther a levar um gorila famoso de filme, de volta para a reserva. |                       |                                                                     |                      |                               |                                               |                    |                                  |
| 21 | 21                    | "O Esquadrão Skatista" "Skate Squad"                                | Matt Dearborn        | Tom Burkhard & Matt Dearborn  | 1 de fevereiro de 2010 11 de dezembro de 2009 | 121                | N/A                              |
| Zeke, Luther, Kojo e Ozzie formam uma equipe de Skates no colégio deles. |                       |                                                                     |                      |                               |                                               |                    |                                  |

## 2ª temporada (2010)
| # | Título                                 |
| --- | -------------------------------------- |
| 22 | "Zeke Salta um Tubarão"                |
| Quando Kirby Cheddar é atacado por tubarão Zeke decide saltar por cima do tubarão para homenagear o amigo ferido. |                                        |
| 23 | "Grande Altura do Luther"              |
| 24 | "Banda Imaginária"                     |
| 25 | "Luther Nervoso"                       |
| 26 | "Velho Mau"                            |
| 27 | "Triangulo Amoroso"                    |
| 28 | "A Caça dos Plunk"                     |
| 29 | "Meu Melhor Amigo Kojo"                |
| 30 | "Uma Noite Estranha"                   |
| 31 | "Luther Waffles e o Skate Mortal"      |
| 32 | "Equilibre Zeke, Dance Luther"         |
| 33 | "Luther Waffles - O Policial Skatista" |
| 34 | "O tesouro"                            |
| 35 | "O homem foguete"                      |
| 36 | "Verão sem Um Tosão"                   |
| 37 | "Conselho de Classe"                   |
| 38 | "Local de Heróis"                      |
| 39 | "Super Shredder"                       |
| 40 | "Pequeno Bro, Grande Problema"         |
| 41 | "Seus Bros"                            |
| 42 | "Luther, o Robô"                       |
| 43 | "A Lista Brother"                      |
| 44 | "Seoul Bros"                           |
| 45 | "Bola de Lixo"                         |
| 46 | "A Lama"                               |
| 47 | "Zanzando por Aí"                      |
| 48 | "Skates de Natal"                      |

## 3ª Temporada (2011-2012)
Em 2 de agosto de 2010, foi anunciado que Zeke e Luther foi renovada para uma terceira temporada, a produção que começaria depois de "Untitled Sponsor".
Foi Anunciado em 2012 Que a Serie Seria Cancelada e Esta Seria sua Ultima Temporada!.
| # | Título                                                                            | Estreia Eua             | Estreia Brasil      |
| --- | --------------------------------------------------------------------------------- | ----------------------- | ------------------- |
| 49 | "Última viagem de Zeke" " Zeke's Last Ride "                                      | 28 de Fevereiro de 2011 | Já exibido          |
| Ao tentar uma manobra com o skate, Zeke tem uma lesão grave, então Eddie substitui Zeke por Kojo. Mas no final, Zeke se sente saudável novamente, e faz a manobra. |                                                                                   |                         |                     |
| 50 | "Os Suspeitos incomuns" " The Unusual Suspects "                                  | 07 de Março de 2011     | Já exibido          |
| Zeke pede Ozzie para dormir em sua garagem, até ter seu quarto de dormir de volta.Enquanto isso,Luther tenta investigar entre alguns suspeitos(Ginger,Lisa e um estranho novo "amigo") quem jogou zeke no mar. Convidado Especial: Ryan Whitney Newman como Ginger Ausente: Daniel Curtis Lee como Kojo |                                                                                   |                         |                     |
| 51 | "Dois rapazes, um carro, e um urso selvagem" " Two Guys, a Car, and a Wild Bear " | 14 de Março de 2011     | Já exibido          |
| Zeke e Luther irão receber um carro novo por seus patrocinadores e de repente encontram um urso na casa.Enquanto isso,Ginger troca várias pegadinhas de um senhor bem estranho que a irrita. Convidado Especial: Ryan Whitney Newman como Ginger Ausente: Daniel Curtis Lee como Kojo |                                                                                   |                         |                     |
| 52 | "O irmão batizado" " Hyp-Bro-Tized "                                              | 28 de Março de 2011     | Já exibido          |
| Luther vai a uma hipnoterapista para superar o nervosismo de uma menina que ele gosta e se transformar em um garanhão para conquistá-la. |                                                                                   |                         |                     |
| 53 | "Dublês!" " Daredevils! "                                                         | 04 de Abril de 2011     | Já exibido          |
| Zeke e Luther devem executar uma manobra difícil quando seu dublê favorito fica ferido. |                                                                                   |                         |                     |
| 54 | "Rivalidades entre irmãos" " Sibling Rivalries "                                  | 11 de Abril de 2011     | Já exibido          |
| Zeke e Luther tentam encontrar substitutos para os seus irmãos para um show lifestyle do skate. Convidado especial: Ryan Whitney Newman como Ginger Ator convidado: Davis Cleveland como Roy Waffles |                                                                                   |                         |                     |
| 55 | "Luther faz 4 anos" " Luther Turns 4 "                                            | 18 de Abril de 2011     | Já exibido          |
| Luther comemora seu aniversário no ano bissexto quando voltou no tempo para quando tinha 4 anos. |                                                                                   |                         |                     |
| 56 | "Chefe de Skate" " Head of Skate "                                                | 25 de Abril de 2011     | Já exibido          |
| Zeke e Luther tentam salvar Don's Donuts de ser demolida por terem skatista profissional para executar um salto patrocinado pelo prefeito. |                                                                                   |                         |                     |
| 57 | "Zeke, Luther e Kojo na greve do ouro" " Zeke, Luther and Kojo Strike Gold "      | 02 de Maio de 2011      | Já exibido          |
| Zeke e Luther fazem um acordo com a sua nova vice-diretora (Lori Lively), que pode ajudá-los a encontrar uma pepita de ouro em troca de sair da prisão e apagar os seus registros permanentes. Mas então eles descobrem que a vice-diretora é realmente uma russa ladra de jóias, que enganou-os a roubar a pepita para ela. Agora eles devem localizá-la e voltar com a pepita. Participação especial: Geno Segers como Stan, o agente |                                                                                   |                         |                     |
| 58 | "A nova tripulação de Zeke e Luther" " Zeke and Lu's New Crew "                   | 09 de Maio de 2011      | Já exibido          |
| Zeke e Luther automaticamente alcançam o status de celebridade depois de estrelar um comercial. Eles ganham o seu próprio ambiente, em seguida, concordam em ser a estrela da peça da escola. Mais tarde, todos da equipe saem da peça por causa da fama de Zeke e Luther e então eles tem que ser todos os personagens. Ausente: Daniel Curtis Lee como Kojo Ator convidado: Calum Worthy como Teddy                                   |                                                                                   |                         |                     |
| 59 | "Ilha das meninas skatistas" " Skater Girl Island "                               | 23 de Maio de 2011      | Já exibido          |
| Zeke e Luther são pressionados por não qualificar sua irmã como a nova garota do patins. No entanto, eles escolhem Susie (Hayley Kiyoko), como a a garota certa para o papel. Esta última análise, causa uma rixa entre Zeke e Crowbar. Ator convidado: Aimee Carrero como Tasha Nota: Adam Hicks e Hayley Kiyoko anteriormente co-estrelaram juntos o filme original do Disney Channel, Lemonade Mouth.                                |                                                                                   |                         |                     |
| 60 | "DJ PJ" " DJ PJ "                                                                 | 11 de Julho de 2011     | 2 de Agosto de 2011 |
| Os pais de Luther saem da cidade e a vovó nana deixa instruções de como cuidar de Luther, mas Luther é sonambulo!! Então durante uma noite ele (sonambulo) faz um rap no don's donnuts e vira o " DJ Pijama " nessa enrolação ele disputa o seu próprio carro com o melhor rapper da cidade |                                                                                   |                         |                     |
| 61 | "Queijo da Turquia" " Trucky Cheese "                                             | 18 de Julho de 2011     | Já exibido          |
| Depois de Zeke e Luther destruirem a lambreta nova de Elizabeth, eles tentam matar suas dívidas vendendo batidos de queijo. Para sua surpresa, Zeke e Luther devem competir com o perito e com o vendedor de cebolas. |                                                                                   |                         |                     |